# Zeche Markana
Die Zeche Markana ist ein ehemaliges Steinkohlenbergwerk in Wetter-Wengern. In dem Grubenfeld des Bergwerks wurde bereits im frühen 19. Jahrhundert Bergbau betrieben. Dabei folgten auf kurze Betriebszeiten jahrzehntelange Betriebsunterbrechungen.

## Geschichte
Im Jahr 1907 wurden die drei Grubenfelder der stillgelegten Zechen Sebastopol, Malakoff und Wengern erworben. Im August desselben Jahres ging das Bergwerk in Betrieb. Im darauffolgenden Jahr wurde im Feld Wengern, südlich vom heutigen Edelstahlwerk Thyssen ein Stollen angesetzt. Der Stollen wurde ausgehend aus dem Ruhrtal in westlicher Richtung aufgefahren. Im Jahr 1909 betrug die Länge des Stollens bereits 866 Meter. Gegen Ende des Jahres wurde mit der Förderung begonnen. Im Jahr 1910 erreichte der Stollen eine Länge von 1160 Metern. Noch im selben Jahr wurde über dem Stollen das Feld Sebastopol gelöst. Im Jahr 1911 erreichte der Stollen eine Länge von 1910 Metern. In diesem Jahr wurde mit dem Abbau im Feld Sebastopol begonnen. Im darauffolgenden Jahr wurde der Stollen bis auf eine Länge von 2100 Metern aufgefahren. Im selben Jahr wurde das Grubenfeld der Zeche Dahlien erworben und in Betrieb genommen. Am 28. Juni des Jahres 1913 wurde die Zeche Markana stillgelegt. Die Gründe für die Stilllegung waren vielfältig. Zum einen war man auf ungünstige Flözverhältnisse gestoßen, des Weiteren war die abgebaute Kohle schwer verkäuflich. Hinzu kam noch ein starker Grubenwasserzulauf. Dies alles führte dazu, dass die Gewerkschaft Markana in Konkurs ging. Im Jahr 1958 wurden die Geviertfelder Sebastopol und Malakoff der Zeche Neu Mecklingsbank zugeschlagen.

## Förderung und Belegschaft
Die ersten bekannten Belegschaftszahlen des Bergwerks stammen aus dem Jahr 1908, damals waren 14 Bergleute auf dem Bergwerk beschäftigt. Die ersten bekannten Förderzahlen des Bergwerks stammen aus dem Jahr 1909, damals wurden 15 Tonnen Steinkohle gefördert. Diese Förderung wurde von 29 Bergleuten erbracht. Im Jahr darauf wurden von 46 Bergleuten 1967 Tonnen Steinkohle gefördert. Die maximale Förderung des Bergwerks wurde im Jahr 1912 mit 116 Bergleuten erbracht. In diesem Jahr wurden 24.887 Tonnen Steinkohle gefördert. Dies waren auch gleichzeitig die letzten bekannten Förder- und Belegschaftszahlen des Bergwerks.